# Łomazy (gromada)
Łomazy – dawna gromada, czyli najmniejsza jednostka podziału terytorialnego Polskiej Rzeczypospolitej Ludowej w latach 1954–1972.
Gromady, z gromadzkimi radami narodowymi (GRN) jako organami władzy najniższego stopnia na wsi, funkcjonowały od reformy reorganizującej administrację wiejską przeprowadzonej jesienią 1954 do momentu ich zniesienia z dniem 1 stycznia 1973, tym samym wypierając organizację gminną w latach 1954–1972.
Gromadę Łomazy z siedzibą GRN w Łomazach utworzono – jako jedną z 8759 gromad na obszarze Polski – w powiecie bialskim w woj. lubelskim na mocy uchwały nr 5 WRN w Lublinie z dnia 5 października 1954. W skład jednostki weszły obszary dotychczasowych gromad Łomazy I, Łomazy II, Szymanowo i Jusaki-Zarzeka ze zniesionej gminy Łomazy w tymże powiecie. Dla gromady ustalono 20 członków gromadzkiej rady narodowej.
1 stycznia 1958 do gromady Łomazy włączono obszar zniesionej gromady Kozły (bez wsi Kolembrody) w tymże powiecie.
1 stycznia 1960 do gromady Łomazy włączono wieś i kolonię Studzianka oraz wieś Lubenka ze zniesionej gromady Studzianka w tymże powiecie.
1 stycznia 1969 do gromady Łomazy włączono wsie Korczówka i Wólka Korczowska ze zniesionej gromady Burwin w tymże powiecie.
Gromada przetrwała do końca 1972 roku, czyli do kolejnej reformy gminnej. 1 stycznia 1973 w powiecie bialskim reaktywowano gminę Łomazy.